# Šun (vládce)
Šun (čínsky pchin-jinem Shùn, znaky 舜) byl mytický čínský vládce, podle Zápisků historika poslední z Pěti legendárních vladařů. Podle tradiční činské chronologie panoval v letech 2255–2208 nebo 2233–2184 př. n. l.

## Historie
Jeho klanové jméno bylo Jou-jü (čínsky pchin-jinem Yǒuyú, znaky 有虞), příjmení Jao (čínsky pchin-jinem Yáo, znaky 姚) či Čchung-chua (čínsky pchin-jinem Chónghuá, znaky zjednodušené 重华, tradiční 重華). jmenován byl i jako Jü Šun (čínsky pchin-jinem Yú Shùn, znaky 虞舜) nebo jednoduše Jü.
V tradici konfuciánů a mohistů byl považován za moudrého vládce. Pod vlivem konfuciánů zakotvil v čínské tradici jako vynikající panovník, moudrý a morální vůdce, společně s Jaoem a Jüem vzor pozdějších králů a císařů. Dlouho sloužil Jaovi. Načež si ho Jao vybral za svého nástupce místo nevhodných synů. Vyznal se v hrnčířství, zahnal čtyři neblahé bytosti střežící čtyři brány stran světa. Vynikal ctnostmi a vzorným chováním k rodině, přestože ho neměla ráda a otec se ho pokusil zabít.